# Martín de Alzaga Unzué
Martín Máximo Pablo de Álzaga Unzué (Mar del Plata, 10 de enero de 1901-Buenos Aires, 15 de noviembre de 1982) fue un piloto de automovilismo y playboy argentino. Era descendiente de Martín de Álzaga, un comerciante de origen vasco que luchó al servicio de la reconquista de Buenos Aires en las invasiones inglesas. En Estados Unidos era conocido como Martín DeAlzaga, en sus tiempos de piloto de carreras.

## Biografía
Martín de Álzaga Unzué, también conocido por el sobrenombre de «Macoco», el cual le fue puesto por su padre cuando era niño, nació el 10 de enero de 1901 en la ciudad de Mar del Plata, hijo de Félix Gabino de Álzaga Piñeyro y Ángela Unzué Gutiérrez Capdevila. Fue educado en los mejores colegios de la época, tanto de Argentina como de Europa, aunque fue expulsado de la mayoría de ellos. La fortuna heredada por su familia le permitió llevar una vida de gastos sin control que lo haría famoso mundialmente.
Participó en numerosas competencias automovilísticas como la Carrera de la Milla, la Carrera Internacional Montevideo/Punta del Este, el Gran Premio del Automóvil Club Argentino, el Gran Premio de San Sebastián y las 500 Millas de Indianápolis. Fue uno de los pocos argentinos que participaron de este último evento deportivo. Otro de los participantes de las 500 Millas de Indianápolis fue Raúl Riganti, un amigo de Macoco que fue patrocinado por este.
En 1924 realiza la primera carrera de la especialidad midget en Buenos Aires, utilizando como circuito las calles de tierra que rodeaban la Plaza Arenales. Luego traería un grupo de pilotos excéntricos de Europa que corrían desde 1910 en lo que se llamaba cyclecars. Ese mismo año ganó la I Coupe de l’Autodrome de Fórmula Libre, en Miramas (Francia), conduciendo un Sunbeam.
En 1925, después de su etapa deportiva, se instala en Nueva York para regentear, junto a John Perona, un cabaret de lujo llamado Bath Club. Funcionó con éxito hasta 1928, cuando tuvieron que cerrar por problemas con los gánsteres locales. En 1931 abrieron El Morocco. Ese cabaret fue el más célebre y exclusivo del mundo entero, con invitados muy famosos de la época, como Humphrey Bogart, Marilyn Monroe y Truman Capote. Una de las características distintivas de dicho cabaret eran los tapizados de cebra, cazadas en un safari al África por el mismo «Macoco».
En 1938 regresa a Buenos Aires desde Estados Unidos con un grupo de pilotos norteamericanos que compitieron en el club Huracán de Capital Federal, dando así inicios a la especialidad midget en la ciudad de Buenos Aires y que luego se extendería a otras ciudades del país y mantienen la actividad al día de hoy.
«Macoco» se casó dos veces: en primera instancia con Gwendolyn Robinson, con la que tuvo a su única hija, Sally (1927-2011); mientras que su segunda esposa fue Kay Williams, una famosa modelo que luego se casó con el actor Clark Gable. Se le atribuyen romances con Rita Hayworth, Claudette Colbert, Dolores del Río y Ginger Rogers. Estuvo con tantas mujeres que se cree que la letra del tango Shusheta, escrita por Enrique Cadícamo, y la novela El gran Gatsby, de F. Scott Fitzgerald, se inspiran en él. También se le atribuye el origen de la expresión «tirar manteca al techo», que proviene de su costumbre de tirar manteca al techo del Hotel Maxim's de París.
Martín de Álzaga Unzué falleció en la ciudad de Buenos Aires el 15 de noviembre de 1982, a los 81 años.